# Clistene
Clistène o Clìstene, in base alla pronuncia latina, figlio di Megacle (in greco antico: Κλεισθένης?, Kleisthénes; Atene, 565 a.C. – Atene, 492 a.C.) è stato un politico ateniese che portò avanti l'opera di Solone e fu, insieme a questi, uno dei padri della democrazia ateniese.

## Biografia

### Origini familiari e giovinezza
Nato attorno al 565 a.C., (della famiglia degli Alcmeonidi) e di Agariste, figlia del tiranno Clistene di Sicione.
Nulla è noto della sua infanzia e giovinezza salvo che ricoprì il titolo di arconte nel 525-524 a.C. e che in seguito fu esiliato per ordine del tiranno Ippia, figlio di Pisistrato.

### Caduta della tirannide
Nel 510 a.C., Clistene, insieme ad Isagora, esponente della frangia più conservatrice dell'aristocrazia ateniese, fu responsabile dell'abbattimento della tirannide di Ippia.
Non dopo molto tempo, nacquero dei contrasti tra Clistene ed Isagora e quest'ultimo, volendo sbarazzarsi dell'avversario, dietro il pretesto della maledizione degli Alcmeonidi (derivante dall'aver commesso sacrilegio al tempo del fallito colpo di Stato di Cilone), richiese ed ottenne l'aiuto spartano; Clistene fu, nuovamente, costretto all'esilio. Il potere di Isagora, tuttavia, non durò a lungo: difatti, il tentativo di sciogliere la Bulé fallì sia per l'opposizione dei suoi stessi membri sia perché il popolo, non desiderando il ritorno ad un regime oligarchico, costrinse Isagora ed i suoi sostenitori a rinchiudersi nell'Acropoli e poi a lasciare Atene; poco dopo, la popolazione richiamava Clistene.

### Isonomia
Una volta assunto saldamente il potere, Clistene in un primo momento si limitò a ripristinare integralmente la costituzione di Solone; poi, però, ottenne il supporto popolare necessario per attuare diverse riforme al fine di consolidare le ancor traballanti istituzioni ateniesi.
In primo luogo, conscio che la rivalità tra le quattro tribù, basate sul censo familiare, era stata una delle cause maggiori del fallimento della costituzione di Solone e della instaurazione della tirannide, Clistene le abolì per sostituirle con dieci tribù, ognuna delle quali, a sua volta, era costituita da diversi demi, ovvero villaggi o quartieri urbani. L'iscrizione al demo era ereditaria, a prescindere dal luogo di residenza. I demi erano raggruppati in gruppi di tre ("trittie"), ognuno dei quali comprendeva un demo della regione costiera, un demo della regione pianeggiante e un demo della regione collinare interna. Inoltre, per aumentare il senso di coesione territoriale e scardinare quello familiare, Clistene abolì i patronimici e li sostituì con il nome del demo di residenza o nascita.
Dopo aver attuato la riforma delle tribù, Clistene sostituì il consiglio dei 400 di Solone con la Boulé, un consiglio di 500 membri, 50 per tribù, scelti non mediante elezione bensì per sorteggio in modo da garantire la massima partecipazione possibile; inoltre, sancì che ogni membro del consiglio, all'assunzione della carica dovesse giurare "di consigliare, nell'osservanza delle leggi, ciò che è meglio per il popolo".
Sulla stessa base, riformò il sistema giudiziario, istituendo un sistema di giurie, composte da 201 fino a 500
1 giurati, sorteggiati da un campione posto da ogni singola tribù e dispose che l'iniziativa legislativa spettasse alla Boulé e che poi l'assemblea di tutti i cittadini aventi diritto di voto si dovesse convocare quaranta volte l'anno per discutere, approvare, emendare o respingere le proposte della Boulé.
Infine, Clistene, onde prevenire per sempre il fenomeno della tirannide, introdusse l'ostracismo (usato per la prima volta nel 487 a.C.) mediante il quale un voto qualificato di almeno 6.000 cittadini avrebbe potuto esiliare per dieci anni un cittadino che fosse ritenuto una minaccia per la democrazia (senza che però le sue proprietà fossero confiscate); tale sistema, tuttavia, ben presto generò abusi visto che praticamente ogni uomo politico poteva essere soggetto a tale misura, dal momento che non era necessario provare l'effettiva e concreta pericolosità per la democrazia del soggetto che avrebbe dovuto subire l'esilio.
Clistene, infine, definì tali riforme isonomia, termine traducibile come "uguaglianza di fronte alla legge". Quanto a Clistene, alcuni storici riportano che fu il primo a subire l'ostracismo; non è nota la data della sua morte. Fu lo zio di Agariste, moglie dell'ammiraglio Santippo e madre di Pericle (Clistene il legislatore è fratello di Ippocrate che è padre di Agariste e di Megacle, detto IV per distinguerlo dai suoi antenati omonimi e dal figlio Megacle V, padre di Dinomaca che genera Alcibiade.).